# Les Sources
Les Sources (Las Fuentes en francés), antes conocido como L'Or-Blanc (El Oro Blanco designando amianto en francés) y Asbestos (Amianto en inglés),  es un municipio regional de condado (MRC) de Quebec en Canadá. Está ubicado en la región administrativa de Estrie. La sede y ciudad más poblada es Val-des-Sources.

## Geografía

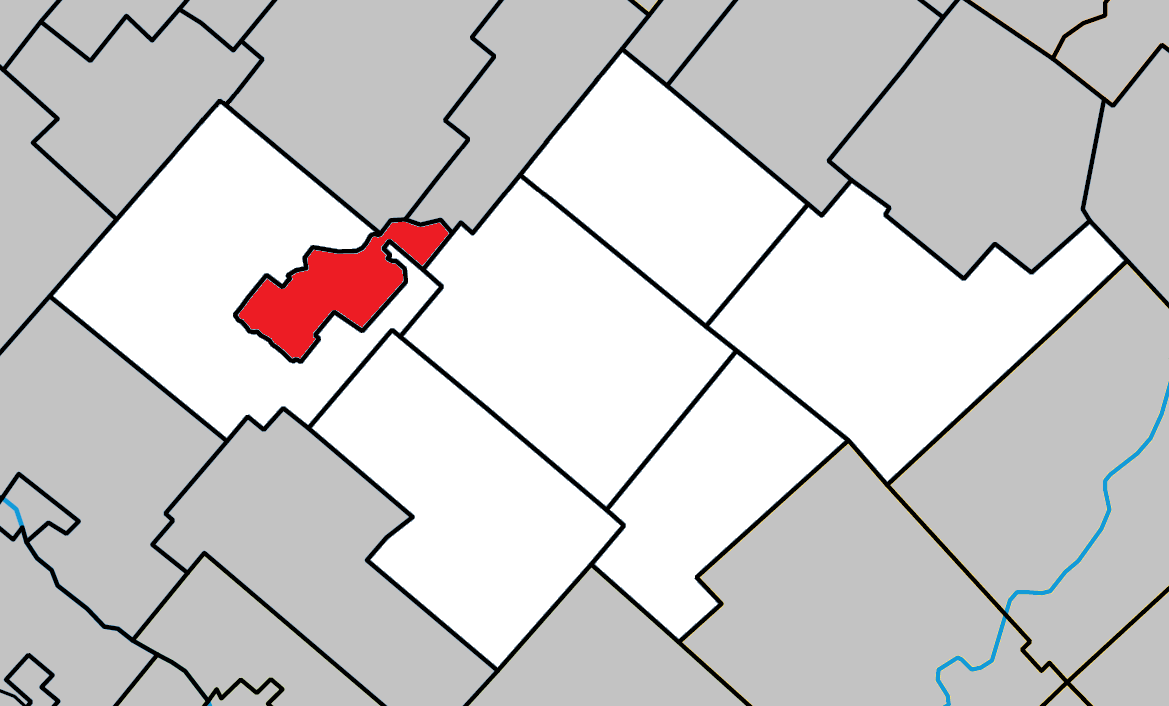
Territorio del MRC de Les Sources, en rojo Asbestos

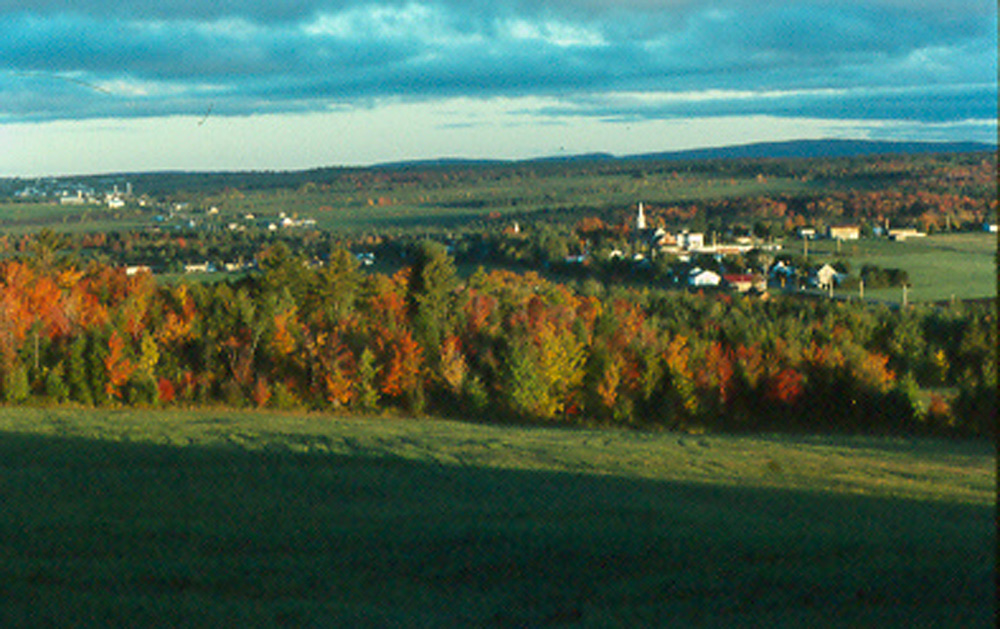
Saint-Camille

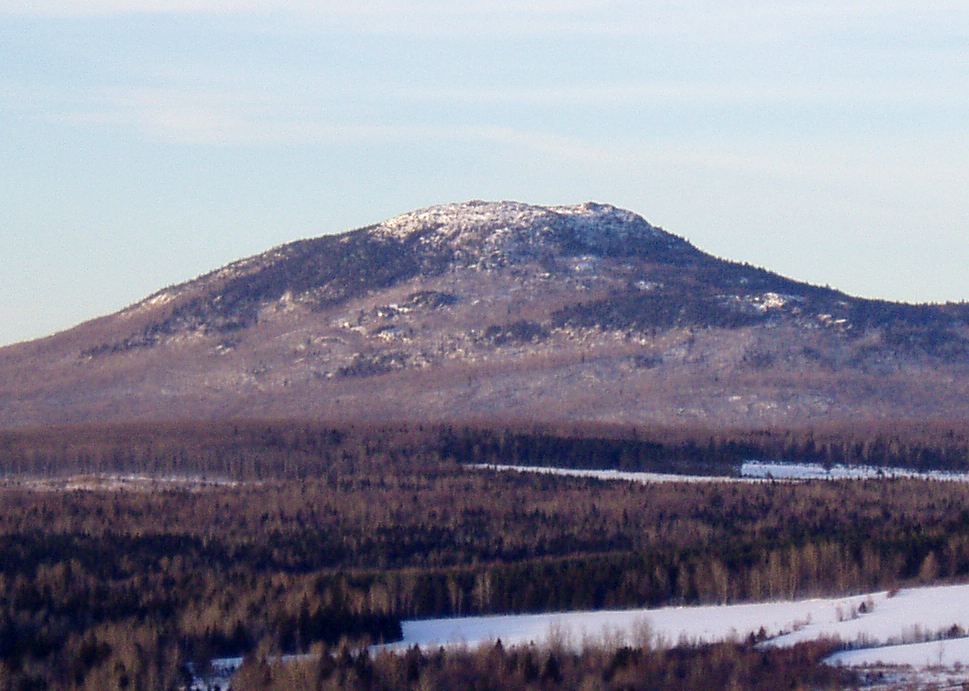
Monte Ham

El MRC de Les Sources está ubicado en Estrie, en la frontera con la región de Centre-du-Québec, 35 kilómetros al norte de la ciudad de Sherbrooke y 150 km al este de Montreal. Limita al norte con los MRC de Arthabaska, al noreste Les Appalaches, al este Le Haut-Saint-François, al sur Le Val-Saint-François, y al oeste Drummond. El Río Nicolet Sureste atraviesa el territorio y múltiples fuentes alimentan la cuenca del río Nicolet. El Monte Ham es encuentra en la parte este.

## Urbanismo

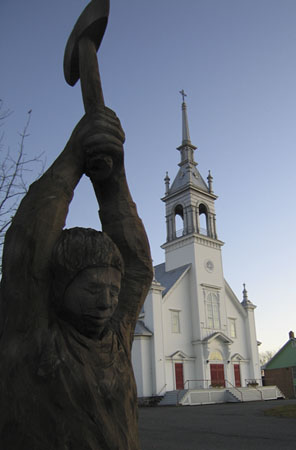
Iglesia Saint-Adrien

Las carreteras 112 y 116 atraviesan el MRC este-oeste aunque las carreteras 249,  255 y 257 comunican el territorio en la orientación norte-sur.

## Historia
El MRC de L'Or-Blanc, creado en 1982, sucedió al condado de Wolfe. Cambió su nombre para el de la principal ciudad Asbestos en agosto de 1990 y más tarde en abril de 2006 para Les Sources.

## Política
Desde 2011, el prefecto es Hugues Grimard, alcalde de Asbestos (2015). El territorio del MRC forma parte de las circunscripciones electorales de Richmond a nivel provincial y de Richmond—Arthabaska a nivel federal.

## Demografía

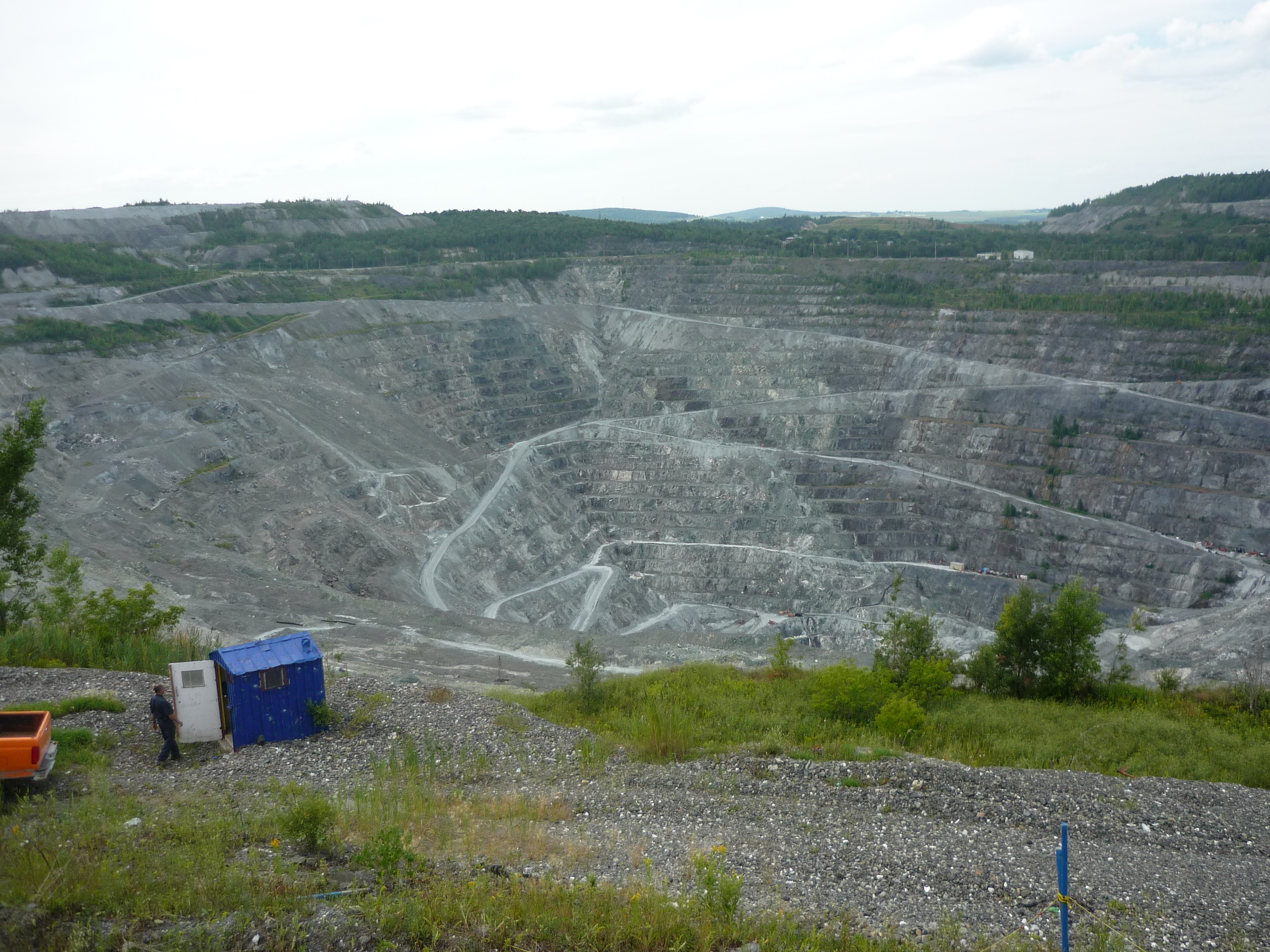
Mina en Asbostos

Según el censo de Canadá de 2011, había 14 756 habitantes en este MRC. La densidad de población era de 18,8 hab./km². La población aumentó de 2,0 % entre 2006 y 2011. En 2011, el número total de inmuebles particulares era de 7026, de los que 6488 estaban ocupados por residentes habituales, los otros son desocupados o segundas residencias. La población es en mayoría francófona y urbana, con un sector rural importante.
Evolución de la población total, 1991-2014

## Economía
La actividad minera, especialmente la extracción de amianto, caracteriza la economía regional.

## Componentes
Hay 7 municipios en el territorio del MRC de Les Sources.
| Código | Nombre                   | Tipo      | Fecha de constitución | Área total (km²) | Área agua (km²) | Área tierra (km²) | Población 2014 | Gentilicio (en francés) | Densidad (hab./km²) | DT | Número de concejales | CEP      | CEF                 |
| ------ | ------------------------ | --------- | --------------------- | ---------------- | --------------- | ----------------- | -------------- | ----------------------- | ------------------- | -- | -------------------- | -------- | ------------------- |
| 40005  | Ham-Sud                  | Municipio | 01.01.1879            | 152,20           | 0,76            | 151,44            | 225            | Hamsudois, e            | 1,5                 | S  | 6                    | Richmond | Richmond-Arthabaska |
| 40010  | Saint-Adrien             | Municipio | 01.01.1879            | 98,74            | 0,24            | 98,50             | 528            | Adriennois, e           | 5,4                 | S  | 6                    | Richmond | Richmond-Arthabaska |
| 40017  | Wotton                   | Municipio | 10.03.1993            | 144,50           | 1,18            | 143,32            | 1458           | Wottonnais, e           | 10,2                | S  | 6                    | Richmond | Richmond-Arthabaska |
| 40025  | Saint-Camille            | Cantón    | 01.01.1860            | 83,52            | 0,27            | 83,25             | 526            | Camillois, e            | 6,3                 | S  | 6                    | Richmond | Richmond-Arthabaska |
| 40032  | Saint-Georges-de-Windsor | Municipio | 30.11.1994            | 127,94           | 0,91            | 127,03            | 965            | Saint-Georgeois, e      | 7,6                 | S  | 6                    | Richmond | Richmond-Arthabaska |
| 40043  | Val-des-Sources          | Ciudad    | 08.12.1999            | 31,79            | 1,54            | 30,25             | 7099           | Asbestrien, ne          | 234,7               | S  | 6                    | Richmond | Richmond-Arthabaska |
| 40047  | Danville                 | Ciudad    | 17.03.1999            | 153,46           | 1,71            | 151,75            | 4161           | Danvillois, e           | 27,4                | S  | 6                    | Richmond | Richmond-Arthabaska |
| 400    | Les Sources              | MRC       | 01.01.1982            | 792,15           | 6,61            | 785,54            | 14 962         | .                       | 19,0                | -  | -                    | Richmond | Richmond-Arthabaska |

DT división territorial, D distritos, S sin división; CEP circunscripción electoral provincial, CEF circunscripción electoral federal 